# Artur Fischer
Artur Fischer (* 31. Dezember 1919 in Tumlingen (heute zu Waldachtal gehörend); † 27. Januar 2016 ebenda) war ein deutscher Erfinder und Unternehmer. Mit ca. 2252 Patenten und Gebrauchsmustern zählt Fischer zu den produktivsten Erfindern der Welt. 1958 brachte er den S-Dübel auf den Markt, 1965 fischertechnik.

## Leben
Der älteste Sohn der Dorfschneider Georg und Pauline Fischer besuchte von 1930 bis 1933 die Realschule in Dornstetten und absolvierte danach eine Schlosserlehre bei Schlossermeister Wilhelm Müssig in Stuttgart. Aus der Hitlerjugend trat er aus. Als Brillenträger und ohne Abitur war ihm der Wunsch verwehrt, Flugzeugführer oder Offizier zu werden. Stattdessen wurde er als Flugzeugmechaniker beim Jagdgeschwader 52 eingesetzt. Mit dieser Einheit geriet er in den Kessel von Stalingrad, den er nach eigener Aussage mit dem letzten Flugzeug verlassen konnte. In Italien kam er später in britische Gefangenschaft, aus der er fliehen konnte, und kehrte im Februar 1946 wieder nach Hause zurück. Eine Anstellung im Ingenieurbüro von Edgar Rößger wurde ihm durch einen neuen Mitarbeiter bald verleidet.
Am 27. Mai 1947 heiratete er in Freudenstadt Rita Gonser (1925–2013), die Tochter von Max und Wilhelmina Gonser aus dem benachbarten Lützenhardt. 1948 gründete er in Hörschweiler einen Ein-Mann-Werkstattsbetrieb. Nachdem eine Bocholter Weberei per Annonce Webstuhlschalter im Tausch gegen Textilien suchte, fertigte er einen solchen aus dem Blech von Kartuschen. Es folgten elektrische Feueranzünder. Als er seine im Juni 1948 geborene Tochter fotografieren lassen wollte, weigerte die Fotografin sich, in der kleinen Mansardenwohnung mit Magnesiumblitzlichtbeutel und Zündschnur zu hantieren, da sie akute Brandgefahr für das Holzdach befürchtete. Daraufhin entwickelte er einen Synchronblitz, der auf der photokina 1950 ausgestellt und im Folgenden von Agfa vermarktet wurde. 1956 bekam er Besuch von seinem ehemaligen Lehrherrn, der mittlerweile Treppengeländer schmiedete und sich von einem neuartigen Schwerlastdübel große Erleichterung bei der Montage versprach.

## Erfindungen
Artur Fischer war einer der produktivsten Erfinder weltweit. Bis Ende 2013 meldete er insgesamt 1136 Patente und Gebrauchsmuster an. In Deutschland wurden 570 Patente erteilt. Er steht damit in einer Reihe mit Thomas Alva Edison. Allerdings sind Fischers deutsche Patent- und Gebrauchsmusteranmeldungen nicht unmittelbar mit Edisons US-Patenten vergleichbar aufgrund der unterschiedlichen Patentgesetze.

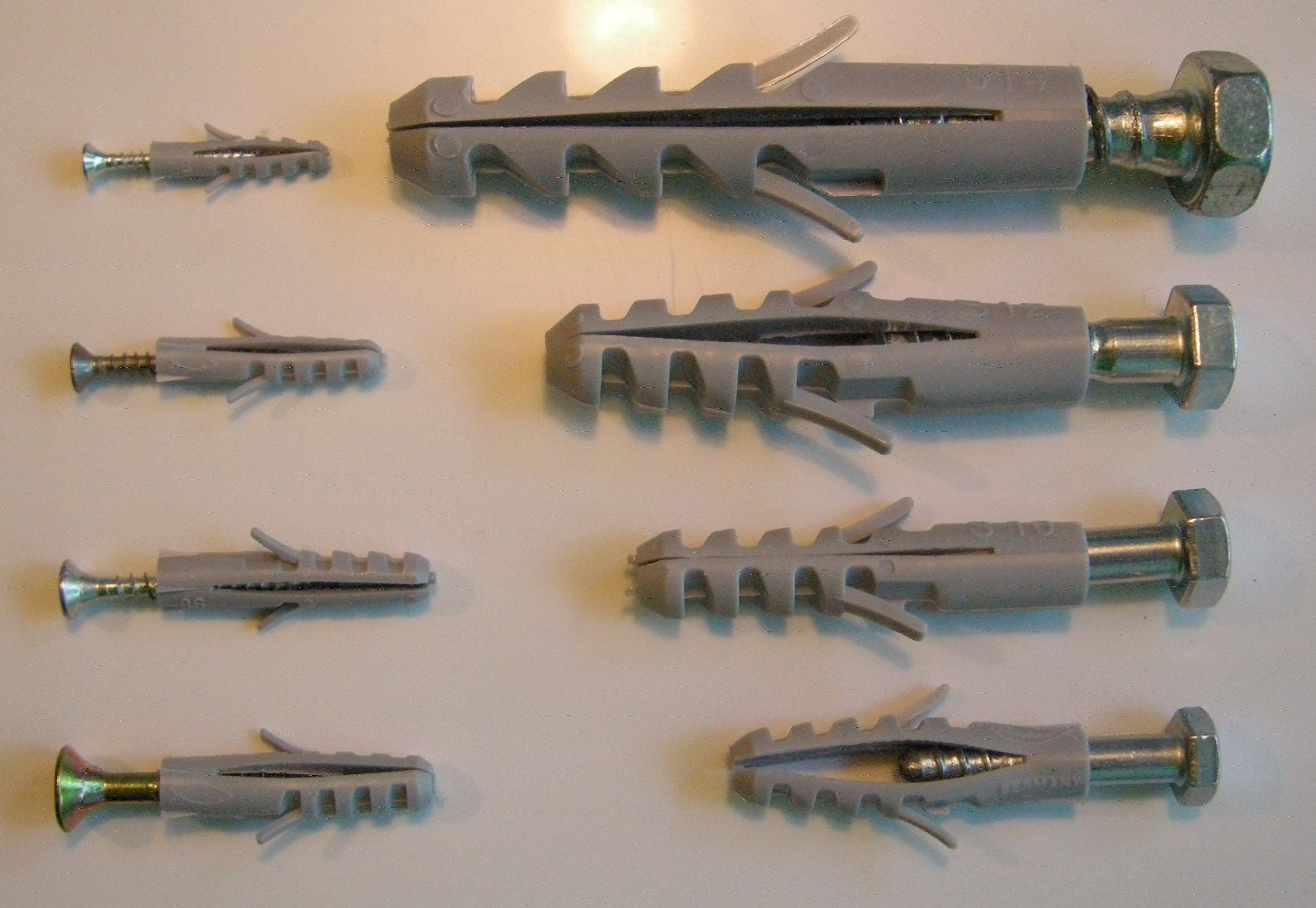
Fischerdübel-Sortiment

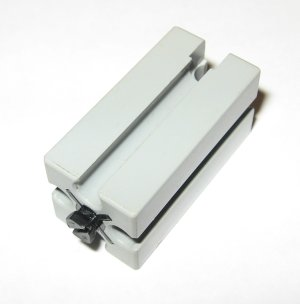
Fischertechnik Grundbaustein 30

Zu den bekanntesten Erfindungen Fischers zählen der 1958 auf den Markt gebrachte S-Dübel aus Polyamid, das „fischertechnik“-Baukastensystem und ein Blitzlichtgerät für Fotoapparate mit synchroner Auslösung (1949). Eine weitere Erfindung waren Dübel zum Fixieren von Knochenbrüchen im Jahr 1970. Eine seiner neuesten Ideen – ein kompostierbares und essbares Kinderspielzeug aus Kartoffelstärke und bunten Lebensmittelfarben – entwickelte er 1998 zu dem Bastelsystem fischer TiP. Im Alter von zehn Jahren wurde Fischers Spiel- und Entdeckerfreude mit dem Geschenk eines Märklin-Metallbaukastens zu Weihnachten 1929 entscheidend gefördert. Diese Erfahrung brachte ihn später dazu, die Neugier und Experimentierlust auch von anderen Kindern mit neuen Baukastensystemen zu wecken. Fischers Vorbild war schon früh der deutsche Ingenieur und Schriftsteller Max Eyth, dessen Ansichten über das Erfinden ihn stark beeindruckt und geprägt haben.
Die 1948 von ihm gegründeten Fischerwerke übergab er 1980 an seinen Sohn Klaus Fischer. 2018 erzielte die Unternehmensgruppe einen weltweiten Umsatz von ca. 864 Millionen Euro, den Hauptteil davon immer noch mit Befestigungstechnik (Dübeln usw.). Täglich produziert das Unternehmen mehr als 15 Millionen Dübel.
Im Jahr 2001 rief Fischer die Stiftung Artur Fischer Erfinderpreis zusammen mit der Baden-Württemberg Stiftung ins Leben. Sie ist mit 1,5 Millionen Euro Kapital ausgestattet und widmet sich nach eigenen Angaben der Förderung von Wissenschaft, Forschung und Bildung. Alle zwei Jahre vergibt die Stiftung den Artur Fischer Erfinderpreis Baden-Württemberg (AFE), der mit einer Preissumme von insgesamt 36.000 Euro verbunden ist.
1999 warf ihm seine Tochter Margot Fischer-Weber vor, sie unter Ausnutzung ihrer Gutgläubigkeit und Hörbehinderung zu einem Erb- und Pflichtteilsverzicht veranlasst zu haben. Artur Fischer verklagte seine Tochter und erwirkte vor Gericht die Unterlassung diverser Aussagen.
Am 17. Juni 2014 wurde Artur Fischer mit dem Europäischen Erfinderpreis für sein Lebenswerk ausgezeichnet.

## Ehrungen (Auswahl)
- Bundesverdienstkreuz am Bande (1968)
- Ehrendoktor (Dr. h. c.) der Justus-Liebig-Universität Gießen (1976)
- Bundesverdienstkreuz 1. Klasse (1977)
- Verdienstmedaille des Landes Baden-Württemberg (1980)
- Rudolf-Diesel-Medaille (1986)
- Werner-von-Siemens-Ring (1990)[21]
- Großes Bundesverdienstkreuz (15. Juli 1991)
- Großes Bundesverdienstkreuz mit Stern (17. Dezember 1999)
- Großes Verdienstkreuz mit Stern und Schulterband (4. Oktober 2006)
- Deutscher Gründerpreis, Kategorie Lebenswerk (2009)
- Europäischer Erfinderpreis, Kategorie Lebenswerk (2014)[12]

   Quellennachweise:

## Medien (Auswahl)
- Wer sucht, erfindet … – Vom Erfolg eines Familienbetriebs. Dokumentarfilm, Deutschland, 2001/02, 90 Min., Buch und Regie: Sabine Willmann, Reihe: Junger Dokumentarfilm, Produktion: floff pictures, SWR, Erstsendung: 21. November 2002 bei SWR, Inhaltsangabe vom Landesarchiv Baden-Württemberg.
- Ein Leben als „Aufgabenlöser“. Erfinder Artur Fischer wird 90. Hörfunk-Reportage, Deutschland, 2009, 25 Min., Regie: David Globig, Produktion: Bayern 2, Erstsendung: 22. Dezember 2009, Audiodatei von Bayern 2.
- Artur Fischer – Der Dübelkönig aus dem Schwarzwald. (Alternativtitel: Der Dübelkönig – Artur Fischer.) Dokumentarfilm, Deutschland, 2010, 45 Min., Buch und Regie: Hanspeter Michel, Produktion: SWR, Erstsendung: 8. April 2010, Inhaltsangabe von ARD.
- „Das Kind muss in uns bleiben.“ Artur Fischer erhält den Europäischen Erfinderpreis. Fernsehreportage, Deutschland, 2014, 2:49 Min., Buch und Regie: Sophie Wenkel, Produktion: 3sat, Reihe: nano, Erstsendung: 18. Juni 2014 bei 3sat, Inhaltsangabe  mit online-Video von 3sat.